# Saint-Loup, Rhône
Saint-Loup este o comună în departamentul Rhône din sud-estul Franței. În 2009 avea o populație de 978 de locuitori.

## Evoluția populației
| An        | 1975 | 1982 | 1990 | 1999 | 2006 | 2009 |
| --------- | ---- | ---- | ---- | ---- | ---- | ---- |
| Populație | 494  | 716  | 807  | 864  | 958  | 978  |